# 沈皇貴妃
皇貴妃沈氏（こうきひ しんし、1510年代? - 1581年）は、明の嘉靖帝の妃嬪。

## 経歴
庶民であった沈九鼎の娘として生まれる。嘉靖10年（1531年）に方氏（後に皇后となった）ら9人と共に、選抜されて後宮に入り、「僖嬪」となった。聡明で才知に富み、嘉靖帝の信任を受けた。嘉靖12年（1533年）、「宸妃」に封じられた。嘉靖15年（1536年）、貴妃に進んだ。嘉靖19年1月10日（1540年2月17日）、皇貴妃に進封された。弟の沈至は正二品錦衣衛都督僉事に任じられた。
実子はなく、生母（曹端妃）を失った皇三女・朱禄媜（寧安公主）を養育した。万暦9年（1581年）、薨去した。享年は60代だったとみられている。荘順安栄貞静と諡され、天寿山に葬られた。

## 伝記資料
- 『明世宗実録』
- 『明神宗実録』